# Bayt Suhin
Bayt Suhin (tiếng Ả Rập: بيت سوهين) là một ngôi làng Syria ở huyện Qardaha thuộc tỉnh Latakia. Theo Cục Thống kê Trung ương Syria (CBS), Bayt Suhin có dân số 593 trong cuộc điều tra dân số năm 2004.